# Los Angeles FC
Der Los Angeles Football Club, kurz Los Angeles FC oder einfach nur LAFC, ist ein Franchise der Profifußball-Liga Major League Soccer (MLS). Es wurde 2014 gegründet und nimmt seit der Saison 2018 am Spielbetrieb der MLS teil.
Das Franchise übernahm die Lizenz des zuvor aufgelösten MLS-Franchise CD Chivas USA.

## Stadion
Die Eigentümergruppe gab bekannt, ein neues Fußballstadion namens BMO Stadium im Großraum Los Angeles zu bauen, welches 22.000 Zuschauer fassen soll. Im Mai 2015 wurden die Pläne für den Bau veröffentlicht. Errichtet wurde das Stadion für 350 Mio. US-Dollar auf dem Grundstück der Los Angeles Memorial Sports Arena. Die Bauarbeiten begannen am 23. August 2016. Am 18. April 2018 konnte die Eröffnung gefeiert werden.

## Eigentümer
Als geschäftsführender Vorsitzender fungiert der Unternehmer Peter Gruber. Dieser ist auch Mitbesitzer des NBA-Franchises Golden State Warriors und des MLB-Franchises Los Angeles Dodgers. Der ehemalige NBA-Offizielle Tom Penn ist Präsident des Clubs. Henry Nguyen unterstützt die beiden als 2. Vorsitzender und ist gleichzeitig einer der Hauptgeldgeber des Franchises. Als "Managing Owner" fungieren Larry Berg, Brandon Beck und Bennett Rosenthal. Weiterhin sind die malaysischen Geschäftsmänner Ruben Gnanalingam und Vincent Tan in der Eigentümergruppe vertreten und tragen den Titel "Director".
Hinzu kommen 19 weitere Eigentümer bzw. Investoren. Hier sind unter anderem der ehemalige Basketballer Magic Johnson, der ehemalige Baseballspieler Nomar Garciaparra und seine Frau, die ehemalige Fußballnationalspielerin Mia Hamm, sowie Chad Hurley (Mitgründer von YouTube), Will Ferrell (Schauspieler) und Anthony Robbins (Autor und NLP-Coach) als Geldgeber aktiv.

## Jugend und Spielerentwicklung
Am 1. Februar 2016 wurde die LAFC Academy, als Jugend- und Entwicklungseinrichtung für das Franchise, gegründet. Zum Start spielt eine aus 26 Spieler bestehende U-12 Mannschaft in den Ligen U.S. Soccer Development Academy.

## Erste Saison 2018
Das erste MLS-Spiel in der Geschichte des LAFC bestritt der Verein auswärts bei den Seattle Sounders, dort gewann man vor knapp 40.000 Zuschauern mit 1:0. Das erste Pflichtspieltor für LAFC erzielte der 20-jährige Uruguayer Diego Rossi, der damit gleichzeitig auch Siegtorschütze war. Das zweite Saisonspiel absolvierte man auswärts bei Real Salt Lake City, wo man 5:1 gewann.

## Mitarbeiter und Spieler
Im Dezember 2015 wurde mit dem ehemaligen US-Nationalspieler John Thorrington der Verantwortliche für alle sportlichen Belange präsentiert.
Am 23. März 2017 wurde mit Carlos Alvarez der erste Spieler des Franchises verpflichtet. Dieser ist bis zum Ligastart an den Orange County SC ausgeliehen. Im April 2017 wurde der Nigerianer Monday Etim verpflichtet. Dieser ist auch an den Orange County SC ausgeliehen. Im August 2017 wurde mit dem mexikanischen Nationalspieler Carlos Vela der bisher prominenteste Spieler verpflichtet. Dieser wechselt am 1. Januar 2018 von Real Sociedad zum LAFC.
Am 27. Juli 2017 wurde Bob Bradley als erster Trainer des Franchises vorgestellt.

### Aktueller Kader der Saison 2025
Stand: 3. August 2025
| Nr. |                    | Position | Name               |
| --- | ------------------ | -------- | ------------------ |
| 1   | Frankreich         | TW       | Hugo Lloris        |
| 4   | Kolumbien          | AB       | Eddie Segura       |
| 6   | Brasilien          | MF       | Igor Jesus         |
| 7   | Korea Sud          | ST       | Son Heung-min      |
| 8   | Vereinigte Staaten | MF       | Mark Delgado       |
| 11  | Vereinigte Staaten | MF       | Timothy Tillman    |
| 12  | Kanada             | TW       | Thomas Hasal       |
| 14  | Spanien            | AB       | Sergi Palencia     |
| 15  | Italien            | MF       | Lorenzo Dellavalle |
| 17  | Vereinigte Staaten | ST       | Jeremy Ebobisse    |
| 18  | Mexiko             | TW       | David Ochoa        |
| 20  | Ghana              | ST       | Yaw Yeboah         |
| 21  | Kanada             | MF       | Ryan Raposo        |
| 23  | Vereinigte Staaten | MF       | Frankie Amaya      |
| 24  | Vereinigte Staaten | AB       | Ryan Hollingshead  |

| Nr. |                    | Position | Name              |
| --- | ------------------ | -------- | ----------------- |
| 25  | Luxemburg          | AB       | Maxime Chanot     |
| 27  | El Salvador        | ST       | Nathan Ordaz      |
| 29  | Ukraine            | AB       | Artem Smolyakov   |
| 30  | Venezuela          | ST       | David Martínez    |
| 33  | Vereinigte Staaten | AB       | Aaron Long        |
| 43  | Vereinigte Staaten | MF       | Adam Saldaña      |
| 45  | Vereinigte Staaten | AB       | Kenny Nielsen     |
| 56  | Vereinigte Staaten | MF       | Jude Terry        |
| 77  | Vereinigte Staaten | ST       | Adrian Wibowo     |
| 80  | Norwegen           | MF       | Odin Holm         |
| 91  | Vereinigte Staaten | AB       | Nkosi Tafari      |
| 99  | Gabun              | ST       | Denis Bouanga     |
|     | Spanien            | ST       | Mario González    |
|     | Kanada             | MF       | Mathieu Choinière |

### Bekannte Spieler
- Gareth Bale (2022)
- Giorgio Chiellini (2022–2023)
- Olivier Giroud (2024)
- Hugo Lloris (seit 2024)
- Carlos Vela (2018–2023)

### Bisherige Cheftrainer
- Bob Bradley (2017–2021)
- Steven Cherundolo (seit 2022)

## Fanszene
Schon bevor der Verein am Ligabetrieb teilnahm, gab es eine breite Fanszene. Seit der Gründung gab es mit den „District 9 Ultras“ und der „Black Army 1850“ zwei Fanclubs, die schon den Vorgängerverein CD Chivas USA unterstützt hatten. Weitere Fanclubs gründeten sich bald. Die Fans setzen sich zu einem großen Teil aus mexikanischen Einwanderern zusammen.

## Erfolge
- MLS Cup
  - Sieger (1): 2022
- MLS Supporters’ Shield
  - Sieger (2): 2019, 2022

- MLS Western Conference
  - Sieger (Playoff) (1): 2022
  - Sieger (Regular Season) (2):  2019, 2022
- Lamar Hunt U.S. Open Cup
  - Sieger (1): 2024